# Relais de la flamme olympique

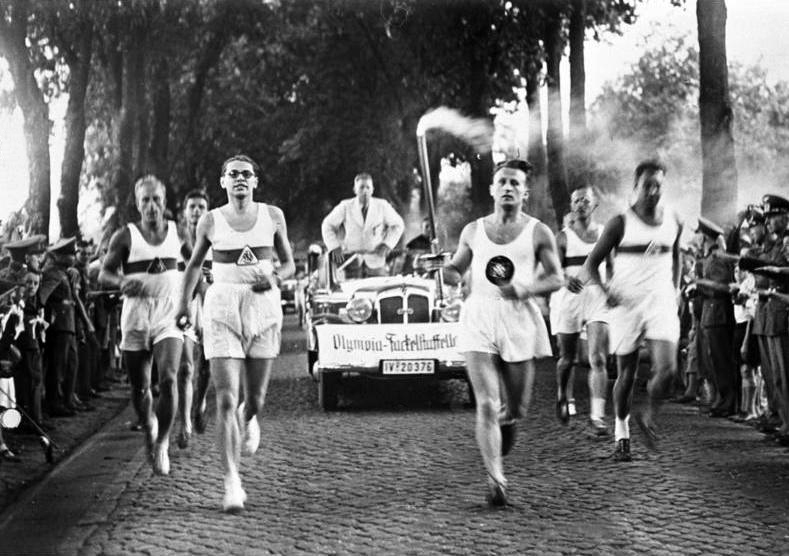
Relais de la flamme olympique lors des Jeux olympiques d'été de 1936.

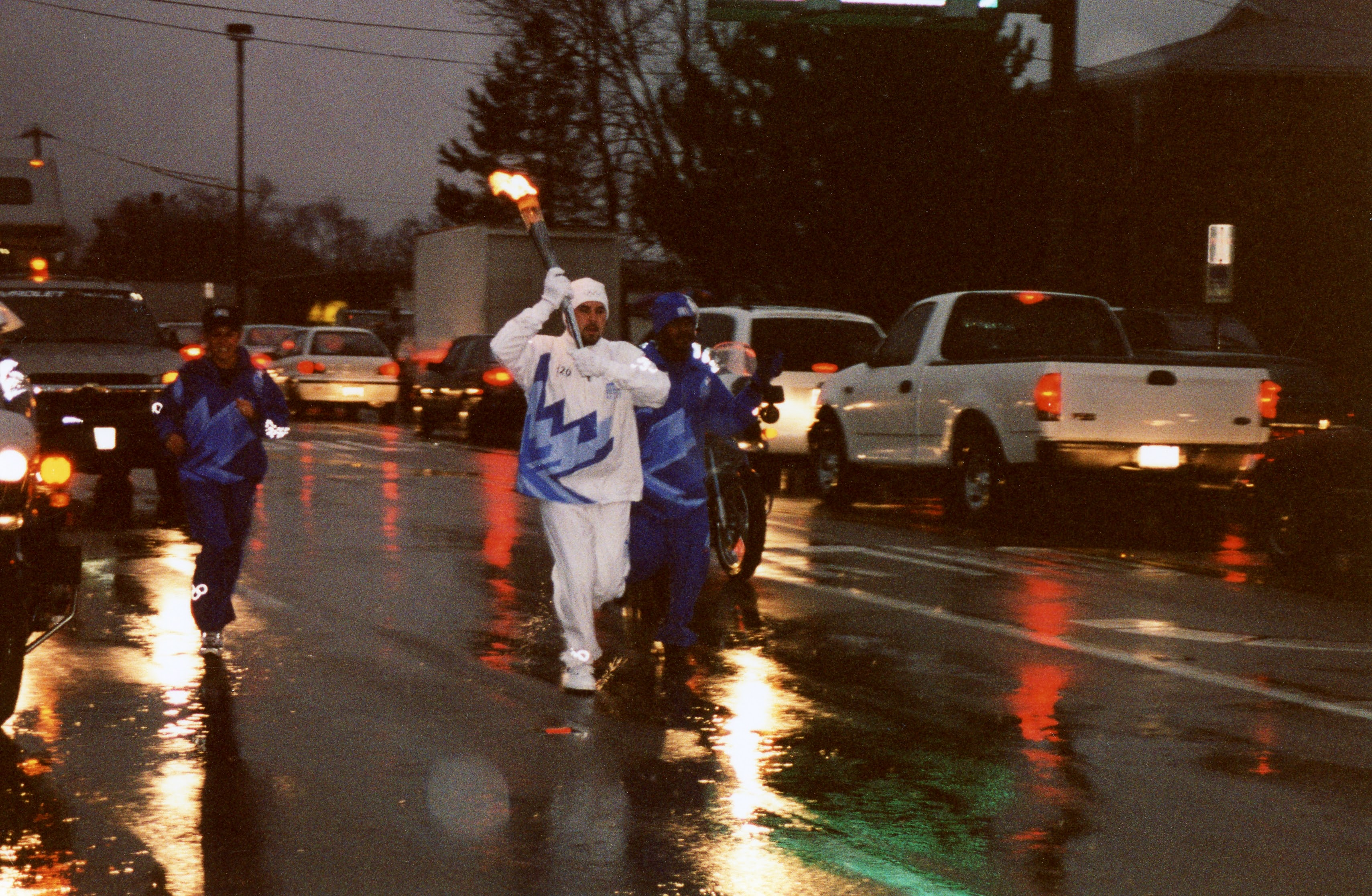
Relais de la flamme olympique lors des Jeux olympiques d'hiver de 2002.

Le relais de la flamme olympique est une course de relais précédant chacune des olympiades des Jeux olympiques modernes, au cours de laquelle la flamme olympique est transportée depuis Olympie, berceau des Jeux antiques, jusqu'au stade où a lieu la cérémonie d'ouverture. Le premier relais a été organisé à l'occasion des Jeux de 1936 à Berlin pour les Jeux d'été, et des Jeux de 1952 à Oslo pour les Jeux d'hiver.

## Histoire
Des courses aux flambeaux, les lampadédromies, faisaient partie du programme de certaines festivités de l'Antiquité grecque, mais jamais des Jeux panhelléniques et donc des Jeux olympiques. Néanmoins Élis qui avait la charge d'organiser les Jeux olympiques envoyait des messagers couronnés d'olivier pour annoncer aux cités grecques la date des compétitions, garantissant aux athlètes et spectateurs la sécurité du voyage en proclamant l'Ekecheiria, la trêve sacrée.
Sur une idée du président du Comité olympique allemand Carl Diem, retenue par le Ministre de la Propagande du Reich Joseph Goebbels et s'inspirant de manière erronée des lampadédromies antiques, le premier relais avec la torche a lieu lors des Jeux olympiques d'été de 1936 à Berlin. Ce rituel qui s'inscrit dans une mobilisation de l'Antiquité au service de l'idéologie nazie (métaphore du lien entre hellénité et germanité), entraîne occasionnellement des controverses sur le bien-fondé de cette pratique, car elle fut décidée à l'origine pour participer à la glorification du Troisième Reich,.
Depuis, le relais et l'allumage de la flamme ont eu lieu à chaque Jeux olympiques d'été et d'hiver. 
Le relais se limite à Olympie et au pays-hôte. C'est le pays-hôte qui décide du parcours. Pour Athènes en 2004 (en) et Pékin en 2008, les organisateurs avaient prévu un parcours international. À la suite du calamiteux relais de la flamme en 2008, le CIO mit fin au relais international.
Le long passage de la flamme olympique est parfois l'occasion de manifestations politiques ou sociales dirigées contre le pays organisateur. Ainsi, le passage de la flamme en 2008 à Istanbul, Londres, Paris, San Francisco, etc. fut le prétexte de manifestations pour les droits de la personne concernant la controverse tibétaine. Similairement, le passage de la flamme olympique des jeux de 2010 à Vancouver fut le prétexte de manifestations pour les droits de la personne concernant la situation des peuples autochtones au Canada.